# Villefranche-de-Rouergue
Villefranche-de-Rouergue (okcitansko Vilafranca de Roergue) je naselje in občina v južni francoski regiji Jug-Pireneji, podprefektura departmaja Aveyron. Leta 2006 je naselje imelo 12.040 prebivalcev.

## Geografija
Kraj leži v južni Franciji v dolini reke Aveyron na geološki prelomnici, ki ločuje visoko planoto Grands Causses od Ségale, 60 km zahodno od središča departmaja Rodeza. V bližini kraja se nahajajo rudniki bakra, kositra, srebra, svinca in železa.

## Uprava
Villefranche-de-Rouergue je sedež istoimenskega kantona, v katerega so poleg njegove vključene še občine Martiel, Morlhon-le-Haut, La Rouquette, Savignac, Toulonjac in Vailhourles s 15.588 prebivalci.
Naselje je prav tako sedež okrožja, v katerem se poleg njegovega nahajajo še kantoni Aubin, Capdenac-Gare, Decazeville, Montbazens, Najac, Rieupeyroux in Villeneuve s 63.630 prebivalci.

## Zgodovina
Ob koncu Albižanske vojne (1209-1229) je bila s podpisom Pariškega mirovnega sporazuma pokrajina Rouergue prenešena od dotedanjega oblastnika, poraženega Toulouškega grofa Rajmonda, na njegovo hči Ivano Toulouško, ki je postala žena Alfonza Poitierskega, brata francoskega kralja Ludvika IX. Alfonz je leta 1252 ustanovil na ozemlju starejšega kraja novo glavno mesto pokrajine Rouergue - Villefranche.
Novo mesto je bilo oblikovano kot kvadrat po vzoru starega Rima. Že na začetku je bila uvedena listina o trgovskih običajih, s katero je bil kraj potrjen kot središče trgovine, s tem pa so se v kraju naselili tudi trgovci in plemstvo.
Leta 1628 je mesto prizadela kuga, ki je pomorila tretjino prebivalstva.
Leta 1779 Villefranche postane glavno mesto nove province Haute-Guyenne. Njegov pomen začne upadati z revolucijo, ko mora svoje mesto prepustiti Rodezu, sedežu novonastalega departmaja Aveyron.
V času druge svetovne vojne je kraj 17. septembra 1943 okupirala nemška vojska. Še istega dne se je 13. divizija Waffen SS Handschar, sestavljena večinoma iz Hrvatov in Bosancev, uprla nemškemu poveljstvu in za en dan osvobodila kraj. Vstanek je bil s prihodom bližnjega nemškega garnizona kmalu zatrt, sledile so sankcije in usmrtitev večine upornikov. V spomin na ta dogodek je bila po vojni ena od avenij preimenovana v Avenijo Hrvatov (Avenue des Croates).

## Zanimivosti
- Notredamska cerkev, grajena od 13. do 16. stoletja, s svojim 58 metrov visokim stolpom prevladuje nad središčem kraja.
- Trg Place des Couverts je popolnoma obdan s srednjeveškimi arkadami.
- Stari dvorec (Vieille Bastide) iz 13, stoletja;
- Opatija Presvetega Odrešenika (15. stoletje);
- Champs de martyres, polje bosanskih in hrvaških mučencev;

## Pobratena mesta
- Pulj (Istra, Hrvaška),
- Sarzana (Ligurija, Italija).